# Et Moriemur
Et Moriemur ist eine 2008 gegründete Gothic-Metal- und Funeral-Doom-Band.

## Geschichte
Et Moriemur wurde 2008 von Mitgliedern und ehemaligen Mitgliedern der Gruppen Dissolving of Prodigy, Self-Hatred, Silent Stream of Godless Elegy, Panychida und Oblomov in Prag gegründet, die Bandkonstellation variierte derweil über die Aktivitätsdauer. Beständige Mitglieder blieben lediglich der Sänger Zdeněk Nevělík und der Schlagzeuger Michal Rak.
Im Verlauf ihrer Karriere trat die Gruppe annähernd Europaweit auf. Neben gemeinsamen Auftritten mit Ophis, Saturnus, Graveworm, Marche Funèbre, Esoteric, Isole, Mournful Congregation, Worship und Ahab absolvierte Et Moriemur Auftritte auf den beiden tschechischen Festivals Czech Death Fest und Brutal Assault, beim schwedischen Gothoom Open Air und dem belgischen Darken the Moon.
Insbesondere das über Solitude Productions veröffentlichte Ex Nihilo in Nihilum erhielt eine international breite Resonanz. Nach Nominierungen und Platzierungen für das Album bei den nationalen Award-Ausschreibungen Anděl Awards und Břitva Awards wurden die Bandaktivitäten weniger, bis die Gruppe 2018 an den Veröffentlichungen anknüpfte.

## Werk und Wirkung
Die Gruppe debütierte in dem auf die Gründung folgenden Jahr mit der EP Lacrimae Rerum im Selbstverlag. Die vom Doom Metal Front Zine gelobte EP wurde 2015 über GS Productions wiederveröffentlicht. Mit Cupio Dissolvi erschien 2011 über Pařát Magazine das Debütalbum dem sich Webzines wie Doom-Metal.com, Metal.de und Musikreviews.de widmeten. Der Veröffentlichung schlossen sich internationale Auftritte an. Das 2014 über Solitude Productions veröffentlichte Ex Nihilo in Nihilum erhielt eine international breite Resonanz. Das nachkommende Album Epigrammata erschien über Transcending Obscurity Records im Jahr 2018. Auch dies Album erfuhr eine breite internationale Resonanz.

### Konzept
Das inhaltliche Konzept von Et Moriemur kreist um existentialistische Überlegungen hinsichtlich einer generellen Sinnlosigkeit der Existenz. Die Texte der Gruppe lassen sich gemeinhin auf diese Grundidee zurückführen und werden auch von Rezensenten mit dieser Idee identifiziert.

„Et Moriemur has generally been about grief, solitude and absurdity of the human life. We’re born, we spend our lives with loved ones and friends, our very loved pets and then, everything just dies. If you look at the bigger picture, it just doesn’t make any sense.“

„Bei Et Moriemur geht es stets um Trauer, Einsamkeit und die Absurdität der menschlichen Existenz. Wir werden geboren, verbringen unser Leben mit geliebten Menschen, Freunden und Tieren und dann stirbt einfach alles. Wenn man das Gesamtbild betrachtet, hat es einfach keinen Sinn.“

### Stil
Et Moriemur spielen eine Musik zwischen Death Doom, Gothic Metal und Funeral Doom, mit Einflüssen aus Black Metal, Dark Ambient und klassischer Musik. Das Spiel ist auf die Schaffung einer traurigen, verzweifelten und finsteren Atmosphäre, die auf ein Memento Mori hin ausgerichtet ist. Das gesamte Konzept wird durch einen verzweifelten Gesang existenzialistischer Texte in unterschiedlichen Sprachen unterstrichen. Vergleichend wird auf ein „düstere[s] Dreieck aus MY DYING BRIDE, SATURNUS und EVOKEN“ verwiesen, in dessen Terrain sich Spiel von Et Moriemur anhaltend „verbleibt“. Dem Gegenüber nennt Zdeněk Nevělík Gothic von Paradise Lost als wesentlichen und zentralen Einfluss auf das eigene musikalische Schaffen.

„In between Gothic influences, medieval inspirations and crude Doom Death, Et Moriemur lace their music with an array of musical orientations that may be misleading.“

„Zwischen Gothic-Einflüssen, mittelalterlichen Inspirationen und grobem Death Doom weben Et Moriemur ihre Musik mit einer Fülle vielleicht in die Irre führender musikalischer Orientierungspunkte.“

### Rezeption
Die Album-Veröffentlichungen von Et Moriemur wurden international breit rezipiert. Die 2009 im Selbstverlag erschienene EP Cupido Dissolvi erfuhr die geringste Beachtung, wurde jedoch im deutschen Fanzine Doom Metal Front mit sieben von zehn Punkten positiv beurteilt. Besonders hervorgehoben wurde die „Ausdrucksbegabung“ und die Texte in unterschiedlichen Sprachen. Das Labeldebüt Cupio Dissolvi wurde nahezu einhellig in Besprechungen für Webzines wie Doom-Metal.com, Zware Metalen, Metal.de und Musikreviews als generisch im Gothic Metal beurteilt, jedoch als angemessen bis empfehlenswert für Genre-Nostalgiker.
Mit der Kooperation mit Solitude Productions zur Veröffentlichung von Ex Nihilo in Nihilum nahm die Rezeption weiter zu. Hinzukommend wurde das Album international positiv beurteilt. In der Resonanz wurden Et Moriemur und Ex Nihilo in Nihilum als „nahezu makellos“, ein „Meilenstein“ des Genres, „bedeutsam“, „einzigartig und interessant“, „ein wirklich großes Album“ sowie als „mehr […] als eine bloße Randnotiz im Death Doom-Zirkus“ gelobt.
Das über Transcending Obscurity Records veröffentlichte Epigrammata erhielt ähnlich breit Resonanz. Dabei variierten die anhaltend positiven Beurteilungen.
Als „guter, aber dann doch nicht gänzlich zufriedenstellender Death / Doom Metal“ beschrieb Christian Wögerbauer das Album für Vampster, wohingegen Sepp von Metal Only das Album als ein „absolutes Meisterwerk“ bei einer Benotung von zehn von zehn Punkten anpries. Rezensionen die für internationale Webzines wie The Headbanging Moose, Metalstorm, Headbanger Reviews, Merchants of Air, Grizzly Butts, Zephyrs Odem, Metal Observer oder Moshpit Nation geschrieben wurden bewegten sich zumeist in diesem Spektrum auf einer eher wohlwollenden Seite mit Beurteilungen von 7.5 bis 9 von je möglichen zehn Punkten. Mitunter wurde das Album als einzigartig eklektischer Crossover unterschiedlicher Stile gelobt, der Musik für beinah jeden Metal-Fan bereithielte.